# 和歌山県道4号高野口野上線
和歌山県道4号高野口野上線（わかやまけんどう4ごう こうやぐちのかみせん）は、和歌山県橋本市から海草郡紀美野町に至る県道（主要地方道）である。途中九度山町慈尊院からかつらぎ町上天野に、分断区間がある。

## 概要
改良工事が進んでいる箇所もあるが、大半の区間において道が狭く、未供用区間もある。
山中を通り道幅も狭いが、沿線には農地や民家があるので地元住民が生活道路として利用しているほか、地元の小・中学生が通学路としても利用している。
2000年代以降、道路の拡幅やバイパスが供用されるなど整備が進められている。

### 路線データ
- 実延長：46.308km
- 起点：橋本市高野口町名古曽（名倉東交差点＝国道24号）
- 終点：海草郡紀美野町松瀬（国道370号）

## 歴史
1994年（平成6年）、以下の各路線をあわせて「和歌山県道4号高野口野上線」として指定された。
- 主要地方道高野高野口線の一部
- 主要地方道和歌山橋本線の一部
- 一般県道上鞆淵橋本線の一部
- 一般県道下鞆淵野上線

### 年表
- 1993年（平成5年）5月11日 - 建設省（現・国土交通省）から、主要県道高野高野口線の一部・一般県道上鞆渕橋本線・一般県道野上下鞆渕線が高野口野上線として主要地方道に指定される[1]。
- 1994年（平成6年）4月1日 - 和歌山県が路線認定。

## 路線状況

### 重複区間
- 和歌山県道13号和歌山橋本線（伊都郡九度山町九度山 - 伊都郡九度山町慈尊院）
- 和歌山県道109号志賀三谷線（伊都郡かつらぎ町上天野 - 伊都郡かつらぎ町下天野）
- 和歌山県道3号かつらぎ桃山線（紀の川市上鞆渕 - 紀の川市下鞆渕）

### 道の駅
- 道の駅柿の郷くどやま（九度山町）

### トンネル
- 天野トンネル（かつらぎ町）515ｍ

## 地理

### 通過する自治体
- 橋本市
- 伊都郡
  - 九度山町
  - かつらぎ町
- 紀の川市
- 海草郡
  - 紀美野町

### 交差する道路
- 国道24号（橋本市、起点）
- 和歌山県道13号和歌山橋本線（伊都郡九度山町九度山）
- 和歌山県道13号和歌山橋本線（伊都郡九度山町慈尊院）
- 和歌山県道109号志賀三谷線（伊都郡かつらぎ町上天野）
- 和歌山県道109号志賀三谷線（伊都郡かつらぎ町下天野）
- 国道480号（伊都郡かつらぎ町日高）
- 和歌山県道120号上鞆淵那賀線（紀の川市上鞆渕）
- 和歌山県道3号かつらぎ桃山線（紀の川市上鞆渕）
- 和歌山県道3号かつらぎ桃山線（紀の川市下鞆渕）
- 和歌山県道129号垣内貴志川線（紀の川市桃山町垣内）
- 国道370号（海草郡紀美野町）

### 沿線にある施設など
- 慈尊院
- 丹生都比売神社